# Liste de ponts de la Guyane
Liste de ponts de Guyane, non exhaustive, représentant les édifices présents et/ou historiques dans la région de Guyane.

## Ponts de longueur supérieure à 100 m
Les ouvrages de longueur totale supérieure à 100 m du département de la Guyane sont classés ci-après par gestionnaires de voies.

### Routes nationales
- Pont du Larivot (1200mètres) sur la RN 1 (Guyane)
- Pont sur l'Oyapock (378 mètres) sur la RN 2 (Guyane)
- Pont de Kourou (378mètres) sur la RN 1 (Guyane)
- Pont de Régina (351,60mètres)
- Pont sur la Comté (120mètres)
- Pont de Sinnamary
- Pont sur Mana

## Ponts de longueur comprise entre 50 m et 100 m
Les ouvrages de longueur totale comprise entre 50 et 100 m du département de la Guyane sont classés ci-après par gestionnaires de voies.

### Routes nationales
- Pont d'Iracoubo
- Pont de Counamama
- Pont des Cascades
- Pont de l'Organabo

### Routes départementales
- Pont Madame de Maintenon

## Ponts présentant un intérêt architectural ou historique
Aucun pont de la Guyane n’est inscrit à l’inventaire national des monuments historiques.

## Sources
Base de données Mérimée du Ministère de la Culture et de la Communication.